# Follainville-Dennemont
Follainville-Dennemont är en kommun i departementet Yvelines i regionen Île-de-France i norra Frankrike. Kommunen ligger i kantonen Limay som tillhör arrondissementet Mantes-la-Jolie. År 2022 hade Follainville-Dennemont 2 178 invånare.

## Befolkningsutveckling
Antalet invånare i kommunen Follainville-Dennemont
| Referens: INSEE |